# Asianux
Asianux è una distribuzione asiatica del sistema operativo GNU/Linux.
La distribuzione è supportata da varie aziende di software asiatiche: la cinese Red Flag Software la giapponese Miracle Linux Corporation la sud coreana Haansoft e dal settembre 2007 anche la vietnamita VietSoftware.
Asianux è considerata come una componente base per distribuzioni Linux, su cui poi le singole aziende realizzeranno le loro distribuzioni con caratteristiche specifiche. Dalla versione 2.0 Asianux oltre all'ambiente server è una base per ambienti desktop.
Distribuzioni basate su Asianux sono la cinese Red Flag Linux, la giapponese Miracle Linux e la coreana Haansoft Linux.
La versione corrente è la 3.0, pubblicata il 22 settembre 2007. La precedente versione, la 2.0, è stata pubblicata il 31 agosto 2005. La prima versione, la 1.0, è stata rilasciata nel 2004. Questa versione si basava su Red Hat Linux.